# Luís Augusto May
Luís Augusto May foi um jornalista português que atuou no Brasil à época da proclamação da Independência (1822) e durante o Primeiro Reinado (1822-1831).
Fundou o jornal "A Malagueta" que criticava a política centralizadora do Imperador Pedro I do Brasil.